# Pycnonotus blanfordi
Pycnonotus blanfordi là một loài chim trong họ Pycnonotidae.

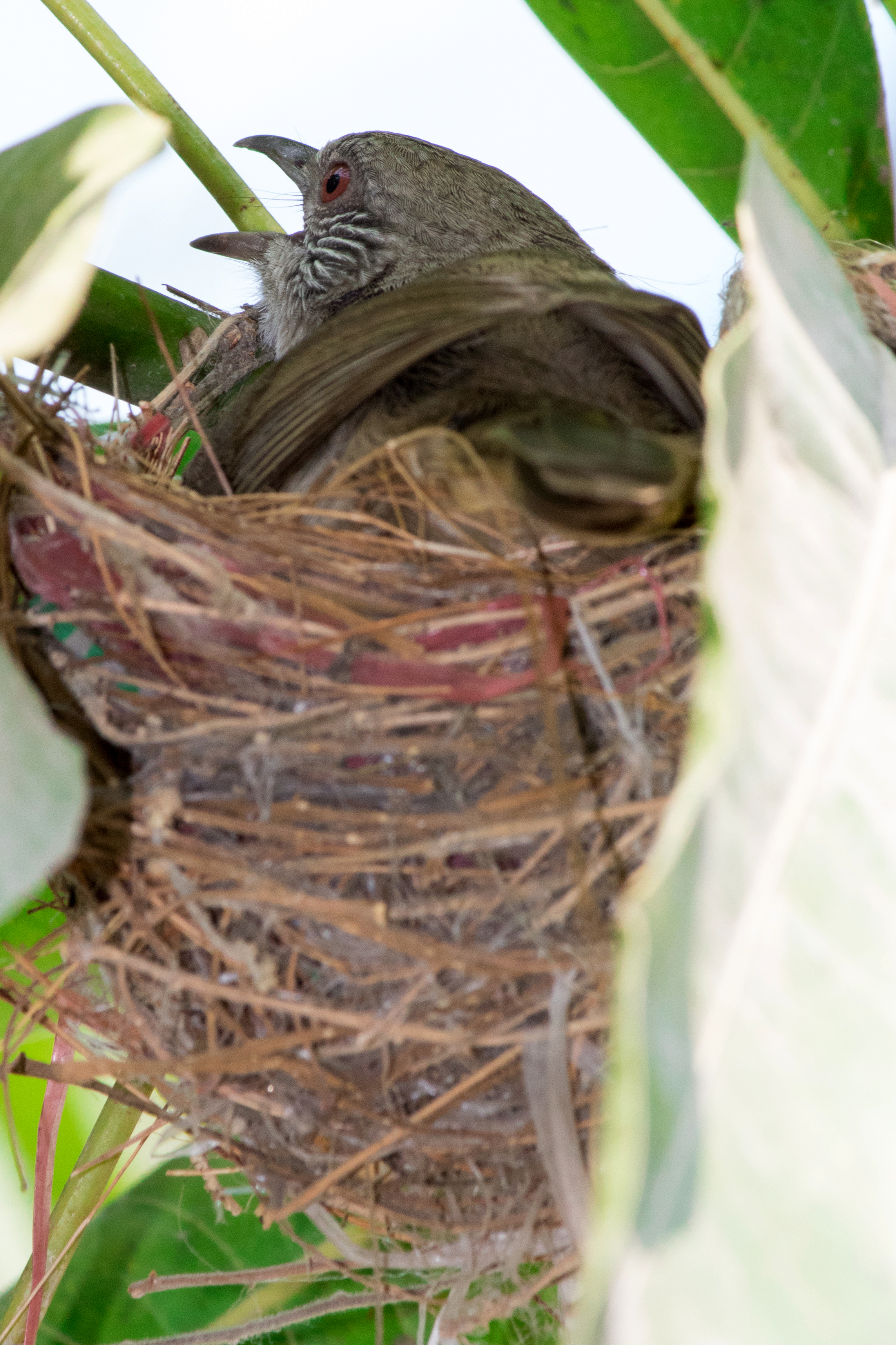
P. blanfordi mẹ trong tổ